# Juan Charrasqueado
Juan Charrasqueado es un corrido popular mexicano, obra del compositor mexicano Víctor Cordero Aurrecoechea. Una de las primeras interpretaciones que popularizó el tema fue la versión grabada por Jorge Negrete.

## Origen de la canción
Existe una anécdota acerca de la creación de este corrido por parte de Víctor Cordero, según la cual, en una noche de 1942, el autor oyó a un voceador dando una noticia de carácter político, salió entonces a escuchar mejor aquel pregonar y percibió un tinte trágico en este; al regresar a su morada, se encontró con un conocido llamado Juan Silveti, quien tenía una herida en el rostro. En estos elementos, según sugiere la anécdota, Víctor Cordero se inspiró para crear Juan Charrasqueado, que se convirtió en éxito musical en 1945.

## Letra y versiones
La Sociedad de Autores y Compositores de México, registra 128 interpretaciones de este corrido, entre ellas se pueden mencionar las de Jorge Negrete con acompañamiento del Mariachi Vargas de Tecalitlán, la de Antonio Aguilar, la de Luis Pérez Meza, Francisco "El Charro" Avitia, Cuco Sánchez, Hermanos Zaizar, Los Alegres de Terán, Los Dos Reales, Alberto Vázquez, Gilberto Valenzuela y Vicente Fernández, entre muchos otros. Especialmente en el contexto internacional, icluyendo las interpretaciones de los cantantes españoles Julio Iglesias y Bertín Osborne, y de la cantante costarricense Chavela Vargas.
Este corrido es cantado en tercera persona; el personaje que da su nombre a la canción, es un ranchero avecindado en la «Hacienda de la Flor», definido por la narrativa de la letra como un donjuán intrépido, afecto a la bebida y al juego. Charrasqueado es su apodo, que tal vez denote alguna propensión a la pendencia, cierto o no lo último, el corrido cuenta que Juan Charrasqueado es asesinado en una batida ex profeso, donde además de la desventaja numérica, contaba también el estado de ebriedad en el que se encontraba. 
Esta canción o corrido puede dividirse en dos partes, la primera, que ya se ha comentado, define a Juan Charrasqueado y cuenta de su asesinato. La segunda, describe imágenes de lo cotidiano en el medio rural mexicano y alude a las exequias del personaje que nos ocupa, dando cuenta de sus deudos: una mujer y un niño; en esta parte de la canción, baja el ritmo, como acompasando la pena de los mencionados personajes. Finaliza el corrido recuperando su ritmo vivaz del inicio y con la siguiente estrofa que sentencia a manera de moraleja: 

Aquí termino de cantar este corrido
de Juan ranchero, charrasqueado y burlador,
que se creyó de la mujeres consentido.
¡Y fue borracho, parrandero y jugador!

## Motivos culturales
Juan Charrasqueado se inscribe en la tradición del nombre «Juan» en México Ya existía para el momento de su publicación otra canción o corrido a ritmo de huapango llamada Juan Colorado, que trata también de otro donjuán campirano. Al respecto de las similitudes entre ambas canciones, existe un documento en la biblioteca digital de León y Castilla, que bajo el título «Juan Charrasqueado», contiene la letra de Juan Colorado, sustituyendo Colorado por Charrasqueado y siendo atribuida esta composición a M. de A. Esparza Oteo (en coautoría con Felipe Bermejo Araujo). Sin embargo, la canción de Juan Colorado antecede a la de Juan Charrasqueado, y mientras la primera es festiva, Juan Charrasqueado nos cuenta una tragedia.
El éxito del corrido de Juan Charrasqueado en 1945 promovió la realización de varias películas:
- Juan Charrasqueado (1948). Director: Ernesto Cortázar. Protagonistas: Pedro Armendáriz, Miroslava, Fernando Soto "Mantequilla", entre otros.[10]
- En la Hacienda de la Flor (1948). Director: Ernesto Cortázar. Protagonistas: Pedro Armendáriz, Rosario Dúrcal, Fernando Soto "Mantequilla", entre otros.[11]
- Yo maté a Juan Charrasqueado (1949). Director: Chano Urueta. Protagonistas: Tito Junco, María Luisa Zea, Víctor Parra, Carmelita González, Aurora Walker, Joaquín Cordero, Fernando Casanova, entre otros.[12]
- Los amores de Juan Charrasqueado (1968). Director: Miguel M. Delgado. Protagonistas: David Reynoso, Lucha Villa, Irma Dorantes, Maura Monti, Eleazar García, Irma Serrano, Rosa de Castilla, María Duval, entre otros.[13]
- Juan Charrasqueado y Gabino Barrera, su verdadera historia (1982). Director: Rafael Villaseñor Kuri. Protagonistas: Vicente Fernández, Blanca Guerra, Maribel Guardia, entre otros.[14]
- El hijo de Juan Charrasqueado (2002). Director: Hernando Name. Protagonistas: Leonardo Daniel, Sonia Infante, Manuel Mateo, entre otros.[15]

Pedro Infante realizó una grabación de una canción de Cuco Sánchez, intitulada «Yo maté a Juan Charrasqueado», la cual era una especie de contestación al corrido de Víctor Cordero. Además, Pedro Infante no grabó ningún disco con la canción "Juan Charrasqueado", pero sí la llegó a interpretar, lo cual queda patente en una grabación de su presentación en vivo en el Teatro Principal de Caracas, Venezuela, con el acompañamiento del Trío Janitzio, en noviembre de 1948.
En 1998, se publica una novela intitulada Juan Charrasqueado, su historia y sus hazañas.